# Bundesverband der Hochschulabsolventen/Ingenieure Gartenbau und Landschaftsarchitektur

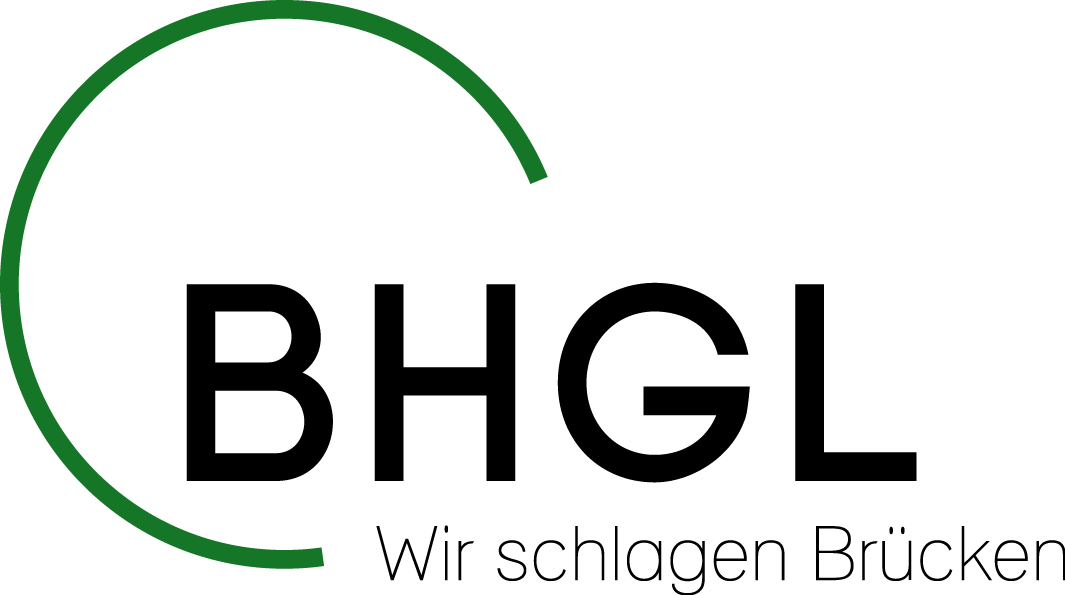
Logo Bundesverband der Hochschulabsolventen/Ingenieure Gartenbau und Landschaftsarchitektur

Der Bundesverband der Hochschulabsolventen/Ingenieure Gartenbau und Landschaftsarchitektur e.V., BHGL, ist ein Zusammenschluss der Absolventen des Hochschulstudiums der Fachrichtungen Gartenbau, Landespflege und Landschaftsarchitektur. Mitglieder des Verbandes können Studierende und Absolventen dieser Fachrichtung werden sowie Fachleute, die auf Grund ihrer beruflichen Tätigkeit und besonderer Leistungen an den Verbandstätigkeiten mitwirken möchten. Der Verband wurde 1949 gegründet. Er arbeitet  auf ehrenamtlicher sowie wirtschaftlich und politisch unabhängiger Basis. Sein Sitz ist Berlin.

## Aufgaben/Ziele
Der Verband hat das Ziel, die allgemeinen ideellen, fachlichen und berufsständischen Interessen seiner Mitglieder zu vertreten und die wissenschaftliche Lehre und Forschung in Gartenbau und Landschaftsarchitektur zu fördern. Der BHGL betreibt wissenschaftsorientierte Fort- und Weiterbildung seiner Mitglieder, bemüht sich um die Erschließung neuer Aufgabengebiete und fördert eine praxisbezogene Ausbildung des Berufsnachwuchses. Die Pflege kollegialer, fachlicher und gesellschaftlicher Begegnungen sowie das Brücken schlagen zwischen den Berufsfeldern Gartenbau/Landschaftsarchitektur und der allgemeinen Öffentlichkeit ist ein weiteres wichtiges Aufgabengebiet. Weiterhin steht der BHGL in Zusammenarbeit mit Organisationen des gesamten Gartenbaues und den Ingenieurverbänden sowie mit biologischen, ökonomischen und technischen Nachbargebieten, um so auch zum Ausgleich zwischen Ökonomie und Ökologie beizutragen.

## Organisationsstruktur
Im BHGL gliedert sich in 6 Landesgruppen: Baden-Württemberg, Bayern,  Niedersachsen, Nord, Nordrhein-Westfalen, Ost und Rhein-Main-Pfalz.
Darüber hinaus zählen drei Absolventenverbände zu den Mitgliedern:
- VEG Geisenheim Alumni Association e.V.
- Freundeskreis Hochschule Osnabrück Gartenbau und Landschaftsarchitektur e.V.
- Verband ehemaliger Erfurter und Köstritzer Gartenbau und Landschaftsarchitektur e.V.

## Kooperationen
Kooperationspartner sind der Zentralverband Gartenbau e.V., die Deutsche Gartenbau-Gesellschaft 1822 e.V., die Deutsche Gartenbauwissenschaftliche Gesellschaft e. V. (DGG) sowie der VDL-Bundesverband, Berufsverband Agrar, Ernährung, Umwelt e.V.